# Moeras te Genck

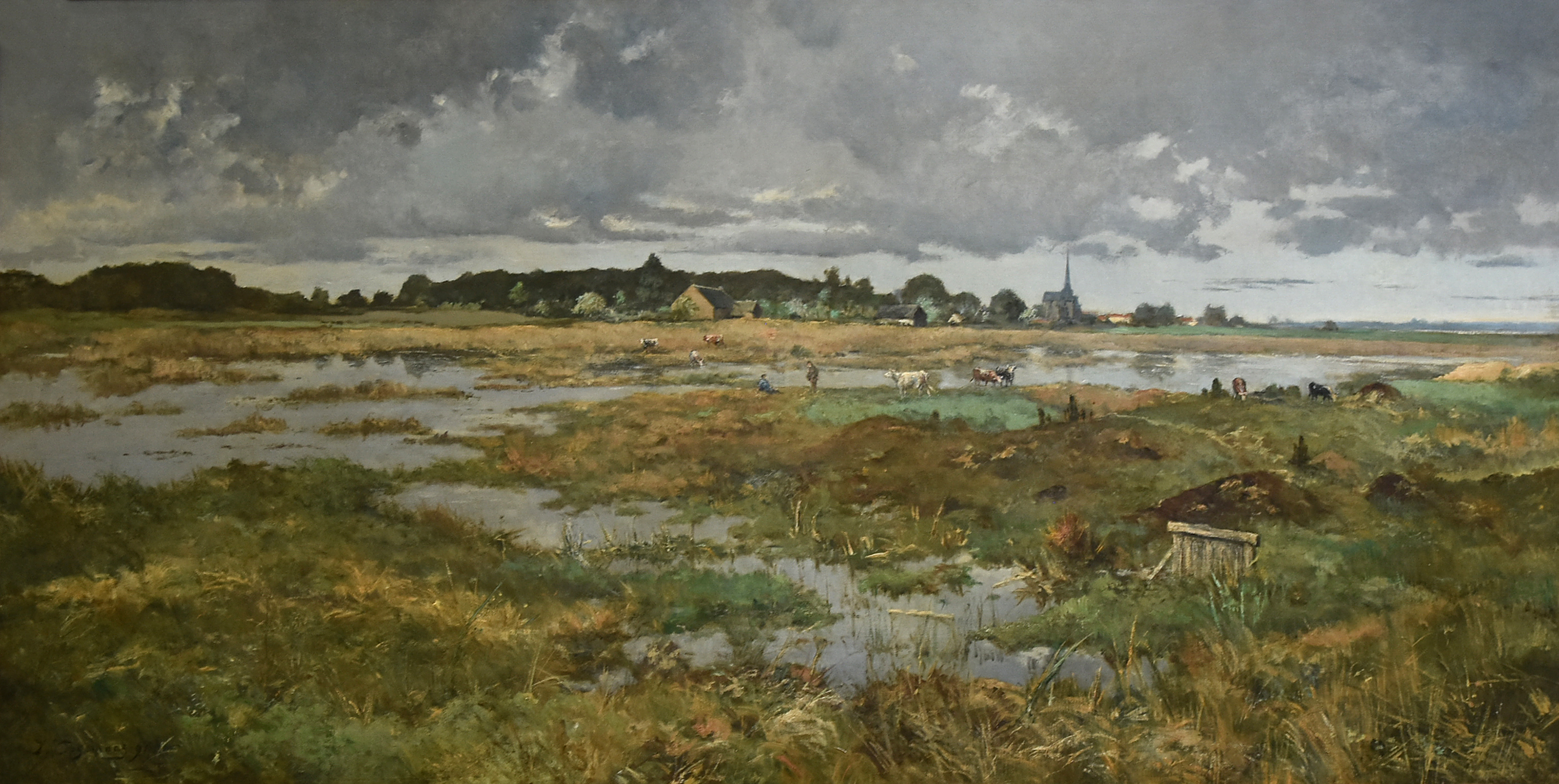
Moeras te Genck (1891) van Joseph Coosemans (1828-1904) in het Emile Van Dorenmuseum te Genk

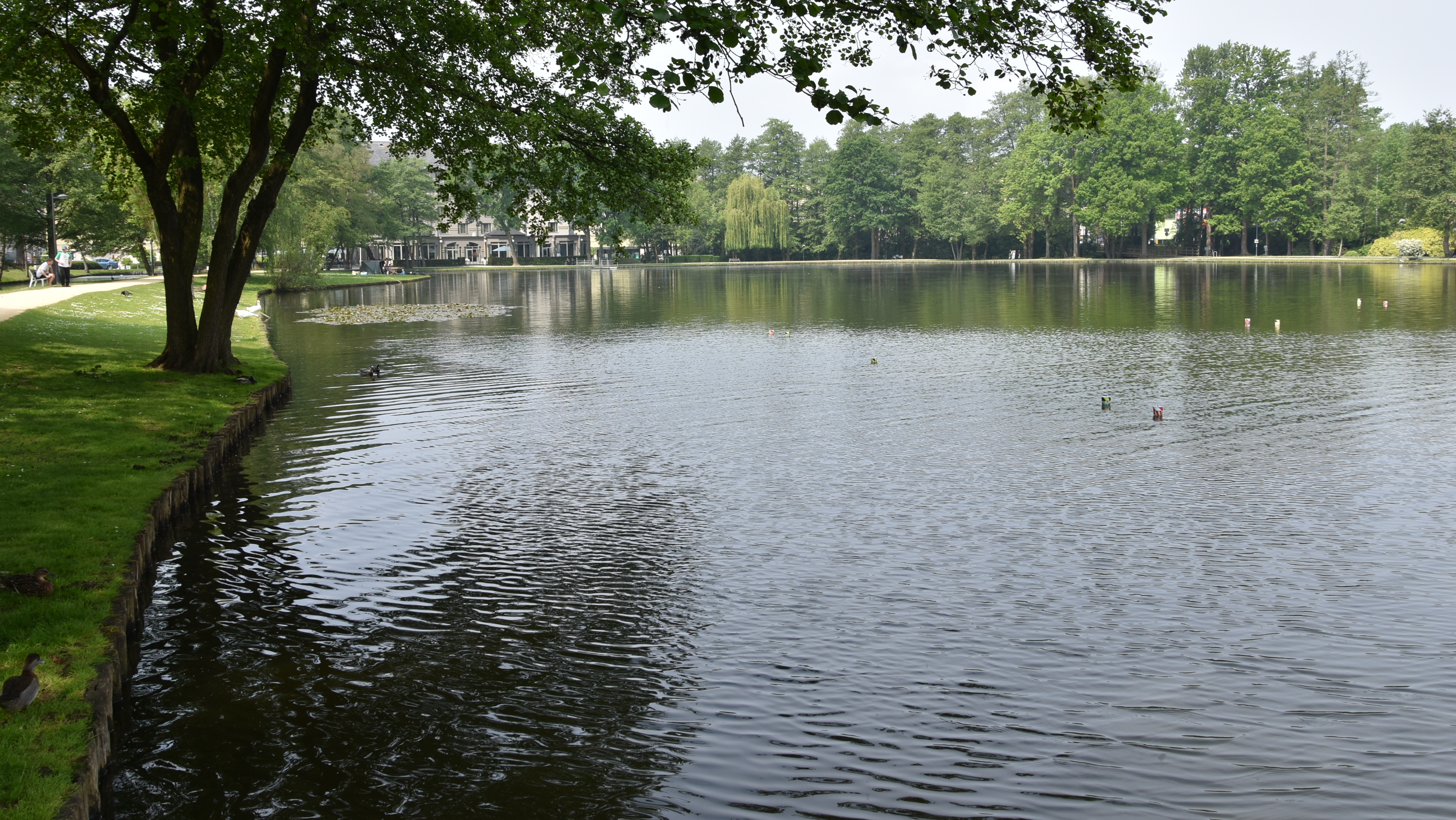
Het Molenvijverpark anno 2019

Moeras te Genck is een schilderij van de Belgische schilder Joseph Coosemans, bewaard in het Emile Van Dorenmuseum in de stad Genk. Coosemans schilderde het werk in 1891. Hij wordt gezien als een kunstenaar van de eerste generatie van de Genkse School.

## Achtergrond
Landschapsschilders vonden in de tweede helft van de negentiende eeuw nieuwe inspiratie in de ongerepte natuur. Zo werd Genk, toen nog een stil kerkdorpje aan de rand van het Kempens Plateau, een uitvalsbasis voor onder meer Joseph Coosemans. Hij en tientallen andere schilders zouden de laatsten zijn die deze landschappen, zoals ze al eeuwen waren, nog ongeschonden op doek konden zetten.
Coosemans plantte zijn schildersezel iets ten oosten van het dorp, niet ver van de rand van het Kempens Plateau. Voor hem zag hij koeien die graasden tussen moerasachtige plassen terwijl hoeders de wacht hielden. Een Antwerpse landschapsschilder die vaak in Genk schilderde, Armand Maclot beschreef Coosemans' schilderij later als volgt: Het verbeeldt de Molenweyer zoo als hij er uitzag in dien goeden tijd (...), voor dat de gemeente-ingenieurs de Molenweyer begonnen te urbaniseren.
De Molenweyer is anno 2019 een park, het Molenvijverpark, omringd door de brede Europalaan en verkavelingen. In 1967 draineerde men de laatste grasbeemden, dempte de plassen en de Dorpsbeek kreeg een vaste bedding.

## De kolonisatie van de Kempen
In 1891, het jaar dat het schilderij tot stand kwam, had Genk 2400 inwoners. Anno 2019 is het inwonersaantal gestegen tot meer dan 66 000. Opeenvolgende generaties bleven er wonen terwijl er nu meer dan 100 verschillende nationaliteiten hun thuis hebben gevonden. Genk lijkt vandaag op een stad die ondoordacht is gebouwd. Tuinwijken, autowegen, ringlanen en grote industrieterreinen liggen verspreid over haar gebied.
De kolonisatie van de Kempen, een term uit de overheidsarchieven, was al begonnen voor 1891. Door de ontginningswet van 1847 moesten gemeenten gronden productief maken. De arme zandgrond van de Limburgse Kempen werd in Genk beplant met snelgroeiende naaldbomen, voor het grootste deel bestemd voor de mijnbouw in Wallonië. Dat veranderde het Kempens Plateau en haar vennen, zandduinen en heide totaal van uitzicht. Aan het begin van de twintigste eeuw kon men het hout in eigen streek gebruiken. De steenkoolontginning in dit deel van Limburg was begonnen door de ontdekking van steenkool in As door André Dumont in 1901. Men bouwde mijndorpen zoals Zwartberg, Winterslag en Waterschei met bijbehorende tuinwijken, nieuwe kerken, scholen en casino's. Van overal stroomden arbeiders toe, van binnen en buiten de grenzen, om hier als mijnwerker een job te vinden.

## De blunder van de Amerikaanse luchtmacht
Het oude Genk dat Coosemans op doek zette, met de kerk op de horizon, ligt nu verloren in de weidse stad. Van een historische kern is in Genk haast geen sprake meer, grotendeels te wijten aan een misrekening van de Amerikaanse luchtmacht. Op 2 oktober 1944 werd Genk, dat al op 14 september bevrijd was per vergissing gebombardeerd. Het eigenlijke doel was Ubach, een dorp ten noorden van Aken, 40 km oostwaarts, waar de Amerikanen door de Siegfried-linie wilden breken. Er vielen 38 doden, een groot deel van het dorp werd in puin gelegd, waaronder de Sint-Martinuskerk. Veertig meter hogerop werd de kerk heropgebouwd, letterlijk op een berg puin.
Genk is niet langer de ongerepte plek die landschapsschilders vanaf 1850 aantrok. Schilderen en plein air was een rage, ver weg van de ateliers en de academies. Lokale schildersscholen zoals die van Tervuren, Knokke-Heist, Latem, Dendermonde of de Grijze School te Kalmthout ontstonden. In Genk vonden de kunstenaars alle soorten landschapstypes, nog ongeschonden en met weidse horizonten.
Artiesten vonden elkaar in Hôtel de la Cloche (verdwenen, stond op de hoek van de Klokstraat en Stationsstraat) en later Hôtel des Artistes. Hôtel des Artistes, intussen verdwenen (stond op de hoek van de Stationstraat-Europalaan) werd een tijdlang uitgebaat door kunstschilder Emile Van Doren, samen met zijn vrouw en dochter. Overdag trokken de kunstenaars met schildersezel en parasol de natuur in. 's Avonds dronken ze er "genièvre de Hasselt" en hielden "des longues causeries". Frans was de voertaal want vele schilders kwamen uit de Brusselse bourgeoisie. Na de schilders volgden de toeristen, dankzij de eerste trein die vanaf 1874 Genk zou aandoen. Vooral de rijkere stedelingen vluchtten voor de verstikkende stadslucht. Genk kreeg zelfs een kuuroord, "Het Waterkundig Gesticht Kneipp" waar men een kneippkuur, een vorm van watertherapie kon ondergaan.

## Limburg en de industrialisering
De Tervurenaar Joseph Coosemans schilderde zijn meest geprezen doeken in de Limburgse natuur. Als schildersleraar overtuigde hij heel wat kunstenaars om in Genk en de omgeving te gaan werken. Dat zou zo duren tot aan het begin van de twintigste eeuw. De nieuwe golf van impressionisten was veel minder bekoord door het landschap van de Kempen. Zij wilden licht, helderheid en coloriet en de Kempen waren soms vaal, mistig en grijs. Maar het was niet de natuur die de laatste schilders verdreef. Dat waren de eerste metalen monsterconstructies van de mijnbouw die naar het zwarte goud kwamen delven.